# Вен Ји Лун
Вен Ји Лун (кинески: 瘟疫论， Трактат о куги или Трактат о епидемијама   је кинеска медицинска књига која је настала као одговор на велику епидемију куге 1639.-1664. која је владала у касном периоду династије Источни Хана. Књигу је написао Ву Чоукинг (1582–1652)  медицински научник из касне династије Минг,  у време док су око њега беснеле разне епидемије између 1641. и 1644. године. Идеју за писање књиге добио је  након што му је пала на памет идеја да су можда неке болести узроковане преносљивим агенсима, које је он назвао Ли Ки (戾气 или кужни фактори. 
Данас се у епидемиологији његова књига Вен Ји Лун сматра главним етиолошким радом у коме је изнета конвенционална епидемиолошка теорија о настанку болести. Његови концепти и данас је актуелан, па је нпр коришћен у разматрању и анализи избијања САРС-а у Кини од стране СЗО 2004. године у контексту традиционалне кинеске медицине.

## Предуслови
Улога климатских и еколошких поремећаја у појави фебрилних болести и избијања епидемија одавно је препозната у Кини. Кинеска медицина баш као и Хипократова медицина у прошлости сматра да су климатски фактори - попут ветра, врућине, хладноће, влаге или суше - директни узрок многих болести. Вероватно ће напасти тело кроз кожу и косу или кроз респираторни тракт и напредовати од површине до дубине тела узрокујући различите функционалне поремећаје. 
До краја 17. века, фебрилне болести егзогеног порекла углавном су доживљаване као резултат инвазије на тело патогена попут ветра и хладноће. Сматрало се да они који су представљали манифестације млакости или топлоте и који су се тада називали „Тепидна болест“ или „Топлотна болест“ потичу од трансформације хладноће у топлоту унутар организма. Основа „Школе тиедеурских болести“ (Вен Бинг Паи Шу), на почетку династије Ћинг (1644-1911), раскинуо је са овом концепцијом, јер се показало  да су топлотне болести различите од природе хладних болести, које су узроковане климатским факторима топлом или врућином већ да представљају засебну категорију болести. Такође је показало да су епидемијске болести узроковани штетним факторима или токсинима  који су пронађени у животној средини. 
У слопу ових сазнања с почетка 17. века треба сагледати и настанак једног од капиталних дела епидемиологије књиге Вен Ји Лун (кинески: 瘟疫论， Трактата о куги или Трактат о епидемијама.

## Опште информације о делу
Књига је подељена у два тома, са педесет поглавља и једним додатком:
- У првом тому,  излаже се етиологија, патогенеза, синдроми и лечење куге и са многих аспеката расправљају разлике између фебрилне болести и тифуса.
- Тридесет и пет поглавља другог тома говори о истовременим синдромима епидемије, а постоји неколико чланака о имену и узроцима епидемије и синдромима и лечењу епидемије.
- У прилогу је додатак.

Схватање Ву Чоукинга о узроцима и путевима преноса куге било је револуционарно откриће у однсу на претходна до тог периода. Да би се створио нови начин з разумевање и лечење заразних болести. Ву јкористећи древне и модерне медицинске картотеке  створио неке практичне и ефикасне третмане. 
Такође је написао књигу о свом личном искуству и ефикасним методама које се користе у свакодневном животу током петнаесте године Чонгџена (1642). Први том садржи 50 чланака који објашњавају етиологију, патогенезу, симптоме и лечење фебрилне болести и расправљају о разликама између фебрилне болести и тифуса; Указује на идентификацију и лечење куге и трбушног тифуса и детаљно бележи узрок, почетак, патогенезу, пут преноса,  и методе лечења куге. 
Створио је теорију о етиологији „фебрилне фебрилне болести“ и веровао је да је болест узрокована упадом непријатељства у тело из носа и уста, а лекови се могу пригушити. Различито непријатељство узрокује различите болести и различите изнутрице. А гнојна инфекција акне и врења такође је узрокована непријатељством. Са јединственим увидима развио је древну теорију патогености шест зала и налази се на водећем месту у епидемиологији заразних болести у свету. Ова књига такође придаје велику важност дијетотерапији за фебрилне венеричне болести и садржи одељак „О дијети“. (Уводна референца )
Према „Хроникама округа Вуђианг“, током периода Минг Чонгџен, када је написан „О топлим болестима“, у Вуксијану је из године у годину било епидемија. У једној улици било је више од 100 породица, а ниједна породица није преживела; десетине врата и нико није преживео.   

## Значај дела у епидемиологији
Многе епидемије опустошиле су различите регионе и провинције Кине у 17. веку, а посебно оне у области Јиангнан. Због тога главни представници доктрине о тиедеурских болести (Maladies de Tiédeur) су потекли  из овог региона. 
Лекар Ye Tian Shi (1666-1745) (или 1666-1745) написао је   Вен Ји Лун "Трактат о болестима врелине-топлоте", у коме је изнео идеју према којој би се те болести развијале у четири фазе (или нивоа) у телу. Ови нивои су следећи (од површине према дубине): 
- Заштитни или одбрамбени слој (Wei Qi Fen),
- Ки слој (Qi Fen),
- Нутриционистички слој [ Иинг Фен]
- Слој крви [ Ксуе Фен ].

Ове слојеве карактерисали би специфични синдроми који одговарају степену прогресивне депресије болести унутар организма. 
Дакле, болест се сматра спољним поремећајем када утиче на први слој и као унутрашњи поремећај када продре у следећа три. Његова гравитација се пропорционално повећава. Што се болест више погоршава, јачи је Шенг Ки појединачног опадања. Као што из овога сазнајемо климатске перверзности топле или врућа природа прво напада површину тела, или заштитни-одбрамбени слој, и омета  спољну одбрамбену функцију тела која је повезана са функционалним системом плућа, кожа и косе. Овај поремећај регулације клинички се манифестује високом температуром, телом топлим на додир, одсуством или благом аверзијом према прехлади, благом језом, благом жеђи, главобољом, кашљем, црвеним ивицама и врхом језика, површним и убрзаним пулсом итд. [35]
[35]
Грозница и осећања врућег тела су последица ...У овој фази болест се сматра благом. После неодговарајућег третмана или у одсуству лечења, патогени фактор млаке или вруће природе постепено тоне у остале слојеве, узрокујући различите функционалне поремећаје. 
У завршној фази болести (Слој крви) узрокује губитак и узнемиреност крви, што резултује повраћањем крви, епистаксом, присуством крви у столици и урину, појавом црвених осипа на телу, немиром, делиријумом итд.
На основу наведених ставова Је Тиан Ши основао је систем диференцијалне дијагнозе синдрома заснован на ова четири слоја који омогућава предвиђање и праћење напредовања, трансформације и погоршања болести од почетка до краја, рецимо од површине организма. Такође омогућава уважавање његове озбиљности (од бенигних до умерено тешких па до врло тешких) и разликовање синдрома током његове еволуције. Стога служи као водич за клиничку праксу и терапију.